# Paris-Roubaix 1930
Paris-Roubaix din 1930 a fost a 31-a ediție a Paris-Roubaix, o cursă clasică de ciclism de o zi din Franța. Evenimentul a avut loc pe 20 aprilie 1930 și s-a desfășurat pe o distanță de 258 de kilometri de la Paris până la velodromul din Roubaix. Câștigătorul a fost Julien Vervaecke din Belgia.
Jean Maréchal a terminat cu 24 de secunde în fața belgianului Julien Vervaecke, dar a fost mutat pe locul al doilea deoarece, în timp ce Maréchal încerca să-l depășească pe Vervaecke, belgianul a căzut într-un șanț. Potrivit unora, Maréchal a lovit umărul belgianului, provocând căderea acestuia. Jacques Augendre, istoricul Turului Franței, a declarat că Maréchal, care avea 20 de ani, „alerga pentru un mic constructor de biciclete, Colin, și a ajuns singur la Roubaix. Fericirea lui a fost de scurtă durată. Acuzat în mod arbitrar că ar fi provocat o căzătură a lui Julien Vervaecke, cu care scăpase în evadare, a fost descalificat fără niciun fel de audiere. Detaliu important: Vervaecke făcea parte din atotputernica echipă Alcyon, condusă de nu mai puțin puternicul Ludovic Feuillet...”.

## Rezultate
| Loc | Ciclist                | Timp       |
| --- | ---------------------- | ---------- |
| 1   | Julien Vervaecke (BEL) | 8h 11' 14" |
| 2   | Jean Maréchal (FRA)    | +0' 00"    |
| 3   | Antonin Magne (FRA)    | +6' 48"    |
| 4   | Émile Joly (BEL)       | +6' 48"    |
| 5   | Nicolas Frantz (LUX)   | +6' 48"    |